# 4-Stunden-Rennen von Le Castellet 2023

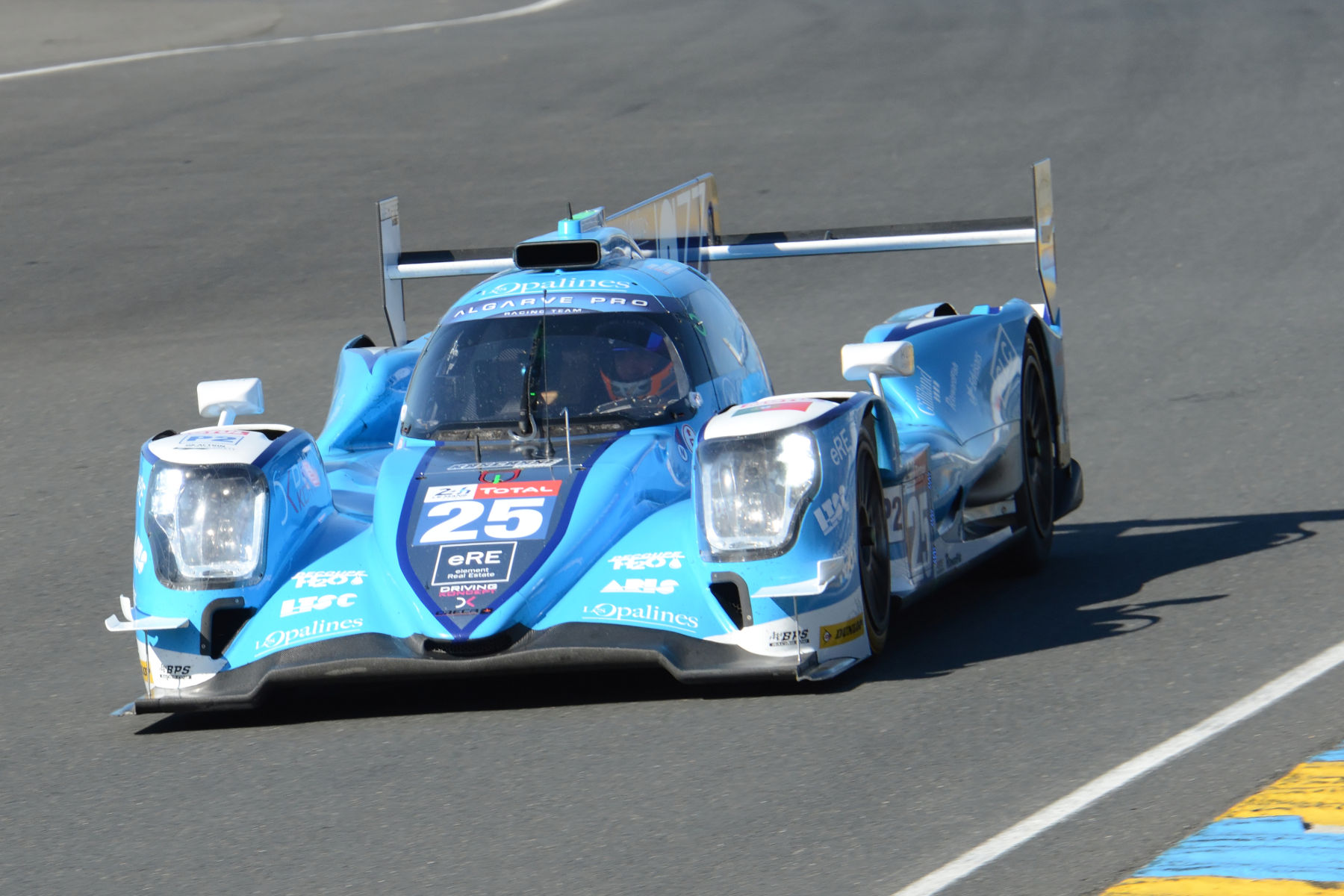
Der siegreiche Algarve-Pro-Racing-Oreca 07

Das 4-Stunden-Rennen von Le Castellet 2003, auch 4 Hours of Le Castellet 2023, fand am 16. Juli auf dem Circuit Paul Ricard statt und war der zweite Wertungslauf der European Le Mans Series dieses Jahres.

## Das Rennen
Die Entscheidung über den Gesamtsieg fiel sechs Minuten vor Rennende, als James Allen im Algarve-Pro-Racing-Oreca 07 den Führenden Louis Delétraz auf der Start-und-Ziel-Geraden überholte. Eine Runde später ging auch Neel Jani (beide fuhren ebenfalls einen Oreca 07) an Delétraz vorbei und erreichte für sein Team den zweiten Gesamtrang. 

## Ergebnisse

### Schlussklassement
| 1               | LMP2        | 25 | Algarve Pro Racing        | James Allen Alex Lynn Kyffin Simpson                 | Oreca 07                 | 126 |
| 2               | LMP2        | 30 | Duqueine Team             | Nico Pino René Binder Neel Jani                      | Oreca 07                 | 126 |
| 3               | LMP2 Pro/Am | 34 | Racing Team Turkey        | Salih Yoluç Charlie Eastwood Louis Delétraz          | Oreca 07                 | 140 |
| 4               | LMP2        | 43 | Inter Europol Competition | Rui Andrade Olli Caldwell Jonathan Aberdein          | Oreca 07                 | 126 |
| 5               | LMP2        | 47 | Cool Racing               | Reshad de Gerus ––– Vladislav Lomko José María López | Oreca 07                 | 126 |
| 6               | LMP2        | 28 | IDEC Sport                | Paul-Loup Chatin Laurents Hörr Paul Lafargue         | Oreca 07                 | 126 |
| 7               | LMP2 Pro/Am | 37 | Cool Racing               | Alexandre Coigny Malthe Jakobsen Nicolas Lapierre    | Oreca 07                 | 126 |
| 8               | LMP2        | 65 | Panis Racing              | Tijmen van der Helm Manuel Maldonado Job van Uitert  | Oreca 07                 | 126 |
| 9               | LMP2 Pro/Am | 83 | AF Corse                  | François Perrodo Matthieu Vaxivière Ben Barnicoat    | Oreca 07                 | 126 |
| 10              | LMP2 Pro/Am | 24 | Nielsen Racing            | Mathias Beche Ben Hanley Rodrigo Sales               | Oreca 07                 | 126 |
| 11              | LMP2 Pro/Am | 21 | United Autosports USA     | Daniel Schneider Andrew Meyrick Nelson Piquet junior | Oreca 07                 | 126 |
| 12              | LMP2        | 22 | United Autosports USA     | Philip Hanson Oliver Jarvis Marino Satō              | Oreca 07                 | 126 |
| 13              | LMP2 Pro/Am | 99 | Proton Competition        | Gianmaria Bruni Jonas Ried Giorgio Roda              | Oreca 07                 | 125 |
| 14              | LMP2 Pro/Am | 81 | DragonSpeed USA           | Henrik Hedman Juan Pablo Montoya Sebastián Montoya   | Oreca 07                 | 125 |
| 15              | LMP2 Pro/Am | 20 | Algarve Pro Racing        | Jack Hawksworth Fred Poordad Tristan Vautier         | Oreca 07                 | 126 |
| 16              | LMP2 Pro/Am | 3  | DKR Engineering           | Sebastián Álvarez Nathanaël Berthon Tom Van Rompuy   | Oreca 07                 | 124 |
| 17              | LMP2 Pro/Am | 23 | United Autosports USA     | Paul di Resta Jim McGuire Guy Smith                  | Oreca 07                 | 123 |
| 18              | LMP3        | 31 | Racing Spirit of Léman    | Jacques Wolff Antoine Doquin Jean-Ludovic Foubert    | Ligier JS P320           | 120 |
| 19              | LMP3        | 12 | WTM by Rinaldi Racing     | Torsten Kratz Leonard Weiss Óscar Tunjo              | Duqueine M30 - D08       | 120 |
| 20              | LMP3        | 17 | Cool Racing               | Alex García Adrien Chila Marcos Siebert              | Ligier JS P320           | 120 |
| 21              | LMP3        | 15 | RLR M Sport               | Horst Felbermayr junior Gael Julien Mateusz Kaprzyk  | Ligier JS P320           | 120 |
| 22              | LMP3        | 4  | DKR Engineering           | Alexander Bukhantsov James Winslow Pedro Perino      | Duqueine M30 - D08       | 120 |
| 23              | LMP3        | 13 | Inter Europol Competition | Kai Askey Miguel Cristóvão Wyatt Brichacek           | Ligier JS P320           | 119 |
| 24              | LMP3        | 11 | EuroInternational         | Matthew Richard Bell Adam Ali                        | Ligier JS P320           | 119 |
| 25              | LMP3        | 8  | Team Virage               | Nick Adcock Manuel Espírito Santo Michael Jensen     | Ligier JS P320           | 119 |
| 26              | LMP3        | 5  | RLR MSport                | James Dayson Valdemar Eriksen Jack Manchester        | Ligier JS P320           | 119 |
| 27              | LMP3        | 10 | Eurointernational         | Matthias Lüthen Glenn van Berlo                      | Ligier JS P320           | 118 |
| 28              | LMP3        | 7  | Nielsen Racing            | Ryan Harper-Ellam Anthony Wells                      | Ligier JS P320           | 118 |
| 29              | LMGTE       | 77 | Proton Competition        | Christian Ried Giammarco Levorato Julien Andlauer    | Porsche 911 RSR-19       | 118 |
| 30              | LMGTE       | 60 | Iron Lynx                 | Claudio Schiavoni Matteo Cressoni Matteo Cairoli     | Porsche 911 RSR-19       | 118 |
| 31              | LMGTE       | 57 | Kessel Racing             | Takeshi Kimura Scott Huffaker Frederik Schandorff    | Ferrari 488 GTE Evo      | 117 |
| 32              | LMGTE       | 95 | TF Sport                  | John Hartshorne Ben Tuck Jonny Adam                  | Aston Martin Vantage AMR | 117 |
| 33              | LMGTE       | 55 | Spirit of Race            | Duncan Cameron David Perel Matt Griffin              | Ferrari 488 GTE Evo      | 117 |
| 34              | LMGTE       | 66 | JMW Motorsport            | Martin Berry Lorcan Hanafin Jon Lancaster            | Ferrari 488 GTE Evo      | 117 |
| 35              | LMGTE       | 72 | TF Sport                  | Arnold Robin Maxime Robin Valentin Hasse-Clot        | Aston Martin Vantage AMR | 117 |
| 36              | LMGTE       | 50 | Formula Racing            | Conrad Laursen Johnny Laursen Nicklas Nielsen        | Ferrari 488 GTE Evo      | 117 |
| 37              | LMGTE       | 16 | Proton Competition        | Ryan Hardwick Alessio Picariello Zacharie Robichon   | Porsche 911 RSR-19       | 117 |
| 38              | LMGTE       | 93 | Proton Competition        | Michael Fassbender Martin Rump Richard Lietz         | Porsche 911 RSR-19       | 117 |
| 39              | LMGTE       | 51 | AF Corse                  | Kriton Lentoudis Rui Águas Ulysse de Pauw            | Ferrari 488 GTE Evo      | 116 |
| 40              | LMGTE       | 44 | GMB Motorsport            | Jens Møller Gustav Dahlmann Birch Nicki Thiim        | Aston Martin Vantage AMR | 115 |
| Disqualifiziert |             |    |                           |                                                      |                          |     |
| 41              | LMP2 Pro/Am | 19 | Team Virage               | Alexander Mattschull Ian Rodríguez Tatiana Calderón  | Oreca 07                 | 125 |
| Ausgefallen     |             |    |                           |                                                      |                          |     |
| 42              | LMP3        | 35 | Graff Racing              | Éric Trouillet Jean-Baptiste Lahaye Matthieu Lahaye  | Ligier JS P320           | 109 |

### Nur in der Meldeliste
Zu diesem Rennen sind keine weiteren Meldungen bekannt.

### Klassensieger
| Klasse      | Fahrer         | Fahrer             | Fahrer               | Fahrzeug           | Platzierung im Gesamtklassement |
| ----------- | -------------- | ------------------ | -------------------- | ------------------ | ------------------------------- |
| LMP2        | James Allen    | Alex Lynn          | Kyffin Simpson       | Oreca 07           | Gesamtsieg                      |
| LMP2 Pro/Am | Salih Yoluç    | Charlie Eastwood   | Louis Delétraz       | Oreca 07           | Rang 3                          |
| LMP3        | Jacques Wolff  | Antoine Doquin     | Jean-Ludovic Foubert | Ligier JS P320     | Rang 18                         |
| LMGTE       | Christian Ried | Giammarco Levorato | Julien Andlauer      | Porsche 911 RSR-19 | Rang 29                         |

### Renndaten
- Gemeldet: 42
- Gestartet: 42
- Gewertet: 40
- Rennklassen: 4
- Zuschauer: unbekannt
- Wetter am Renntag: heiß und trocken
- Streckenlänge: 5,842 km
- Fahrzeit des Siegerteams: 4:00:12,680 Stunden
- Gesamtrunden des Siegerteams: 126
- Gesamtdistanz des Siegerteams: 736,092 km
- Siegerschnitt: unbekannt
- Pole Position: José María López – Oreca 07 (#47) – 1:44,253 = 199,280 km/h
- Schnellste Rennrunde: James Allen – Oreca 07 (#25) – 1:45,002 = 197,859 km/h
- Rennserie: 2. Lauf zur European Le Mans Series 2023